# Crampo notturno alle gambe
Con  crampo notturno alle gambe  si indica una forma acuta di dolore muscolare, tipicamente a carico del polpaccio e dei muscoli del piede, che si manifesta durante la notte. Il dolore dovuto alla contrazione muscolare può essere sufficiente a destare la persona dal sonno.

## Epidemiologia
Pur riguardando prevalentemente persone adulte o anziane, il crampo notturno alle gambe può interessare anche donne in gravidanza e giovani.

## Eziologia
La causa del disturbo non è chiara, si pensa che possano contribuire fattori come la disidratazione, i bassi livelli di alcuni minerali quali il calcio, il sodio e il magnesio, nonché la diminuzione dell'afflusso sanguigno determinata dall'aver mantenuto troppo a lungo una stessa posizione, tipicamente quella seduta.
Sono stati individuati anche fattori neurologici e altre cause minori, come il consumo di droghe.

## Esami diagnostici
Per una corretta diagnosi del problema è sufficiente un'accurata anamnesi, volta a escludere l'origine traumatica del disturbo.

## Terapia
La terapia prevede l'utilizzo della chinina. A causa dei suoi effetti collaterali, la medicina è alla ricerca di un'alternativa. Nelle persone sotto dialisi sono stati provati diversi farmaci, come il verapamil e la vitamina E. Infine altri trattamenti prevedono l'impiego di integratori di magnesio e calcio o la somministrazione di mexiletina e benzodiazepine.

## Prevenzione
Massaggiare e stirare i muscoli interessati prima del sonno viene considerato un modo per prevenire efficacemente l'insorgere del disturbo, anche se alcuni studi affermano che lo stretching non ridurrebbe la frequenza e l'intensità degli episodi dolorifici.